# 小池精一
小池 精一（こいけ せいいち、1926年4月1日 - 1990年12月10日）は、日本の経営者。山梨県出身。

## 経歴
1945年に陸軍士官学校を経て、1949年に早稲田大学理工学部土木工学科を卒業し、同年に間組に入社。
1981年12月に取締役に就任し、1983年12月に常務、1985年12月に専務、1987年に副社長を経て、1989年12月には社長に就任。
1990年12月10日肺炎のために死去。64歳没。